# Динамо (стадион, Ставрополь)
«Дина́мо» — футбольный стадион города Ставрополь, Россия. Является домашней ареной местного футбольного клуба «Динамо». Также это одна из арен для проведения матчей зоны «Юг» Второго дивизиона.

## Расположение
Стадион «Динамо» в Ставрополе расположен в непосредственной близости от площади им. Ленина, в центральной части города, где располагаются также здания Думы Ставропольского края, Правительства Ставропольского края и резиденция Губернатора, краевая библиотека им. Лермонтова, крупные торговые центры, к восточной стороне стадиона же при этом примыкает городской парк.
Рядом со стадионом проходят основные пути общественного транспорта. В семи минутах ходьбы от стадиона находится автовокзал. В 10-15 минутах езды — ж/д вокзал. В получасе езды — международный аэропорт Шпаковское.

## Инфраструктура
Непосредственно в пределах западной трибуны расположены летние кафе. Стадион расположен по схеме с центральными западной и восточной трибуной. На более вместительной восточной трибуне стадиона жёлтыми сиденьями расположена надпись «Динамо» и выложены две пиктограммы футболиста. На западной трибуне выложены две буквы «Д». VIP-трибуна выполнена в красном цвете. Козырёк существует только на VIP-трибуне. Ложа прессы отсутствует.